# Russula lateritia
Russula lateritia är en svampart som beskrevs av Quél. 1885. Russula lateritia ingår i släktet kremlor och familjen kremlor och riskor.   Inga underarter finns listade i Catalogue of Life.

## Bildgalleri